# Мурхардт
Мурхардт (нем. Murrhardt) — город в Германии, в земле Баден-Вюртемберг. 
Подчинён административному округу Штутгарт. Входит в состав района Ремс-Мур.  Население составляет 13 906 человек (на 31 декабря 2010 года). Занимает площадь 71,13 км². Официальный код  —  08 1 19 044.
Город подразделяется на 3 городских района.

## Фотографии

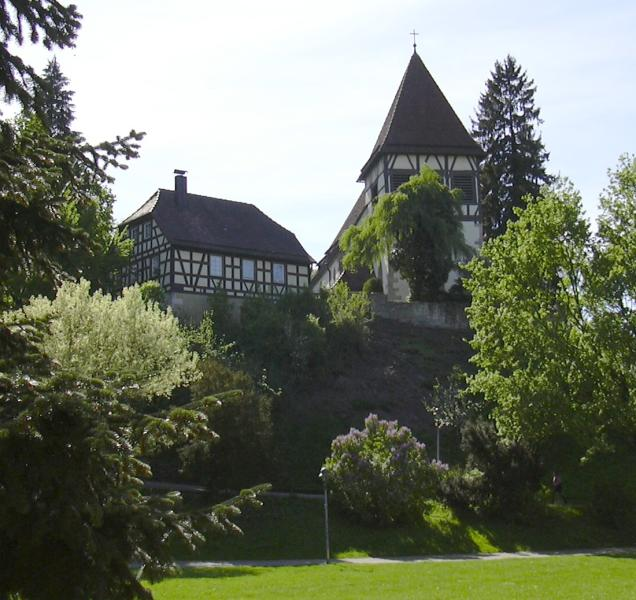
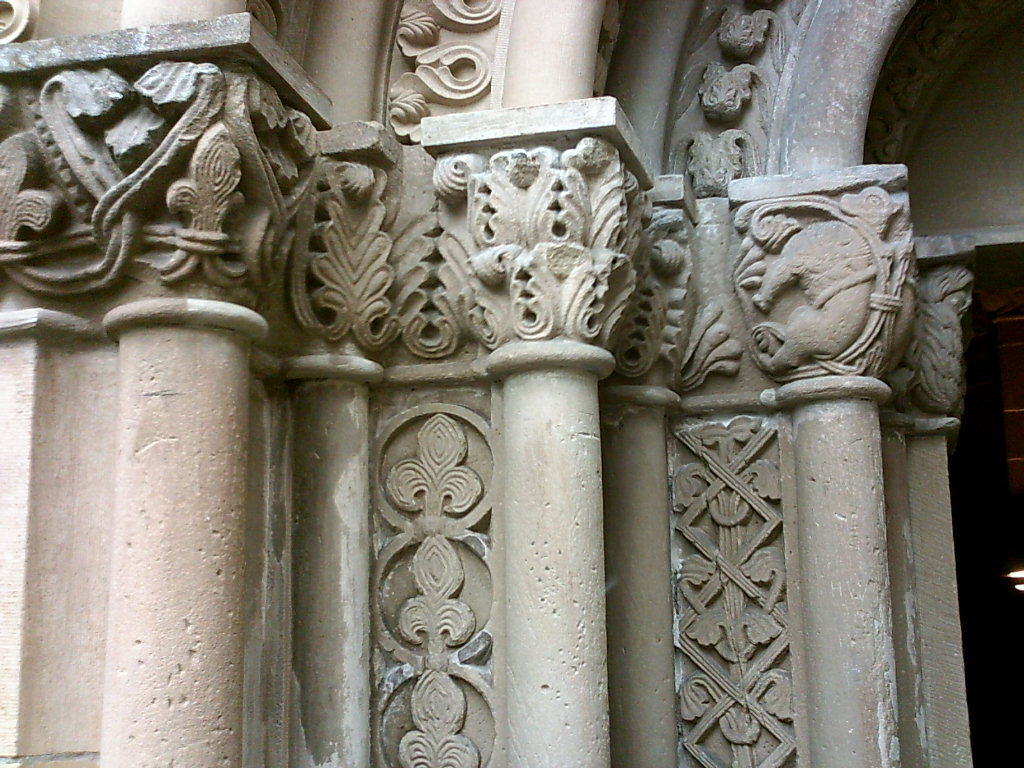
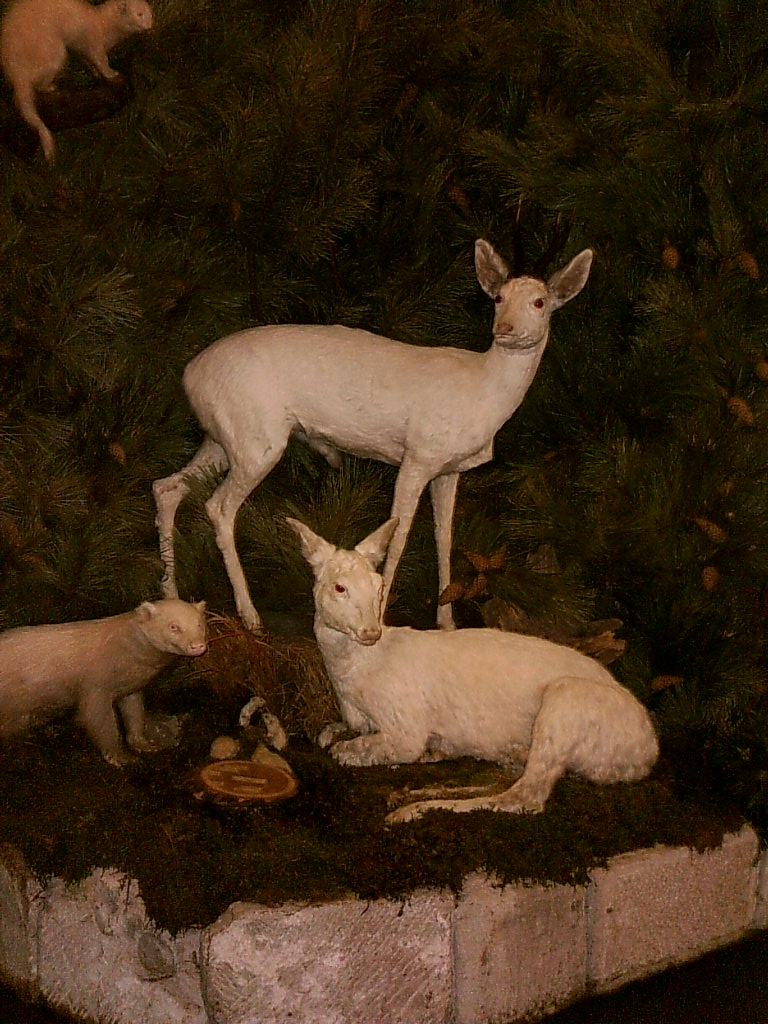
Музей
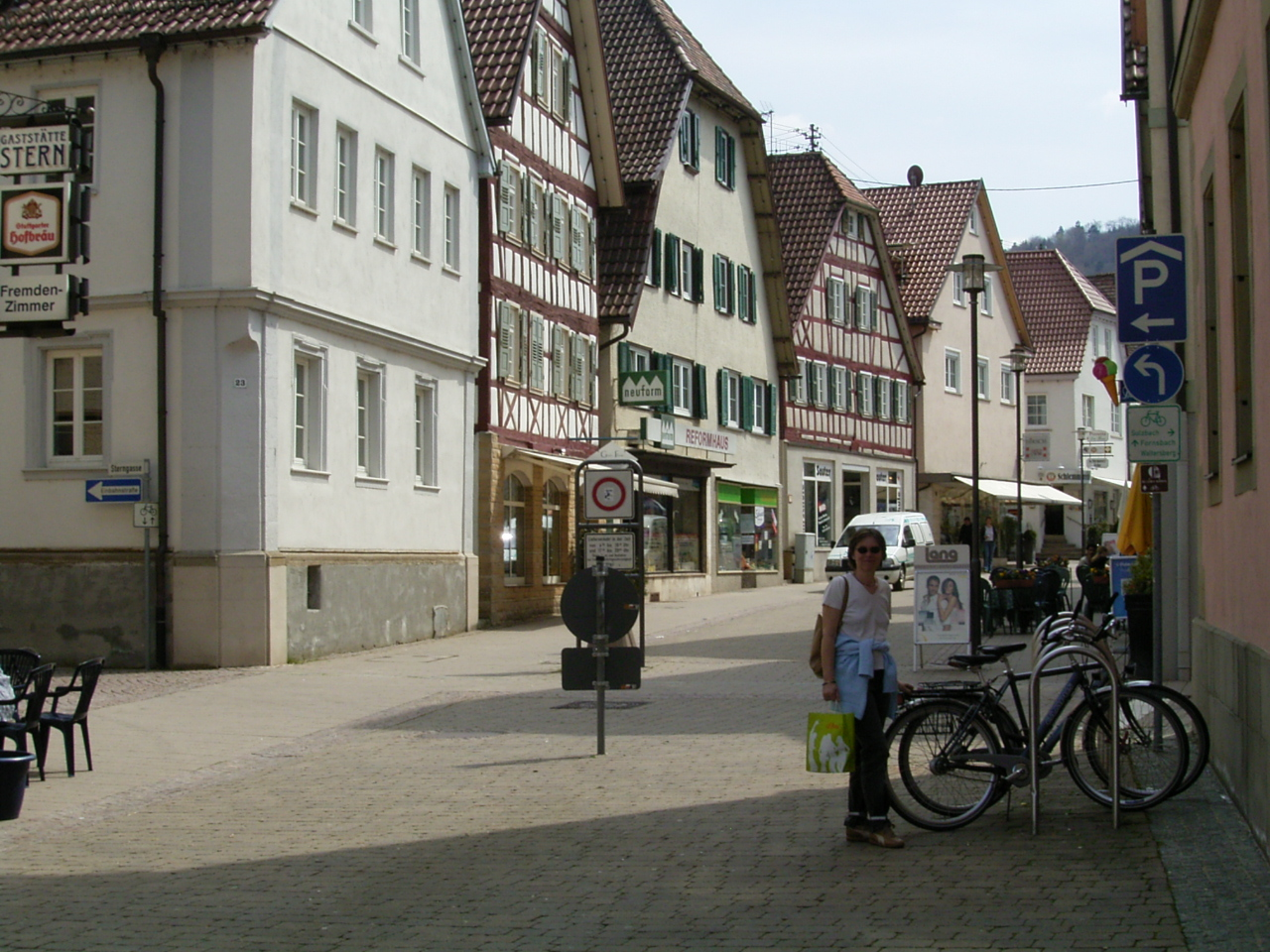
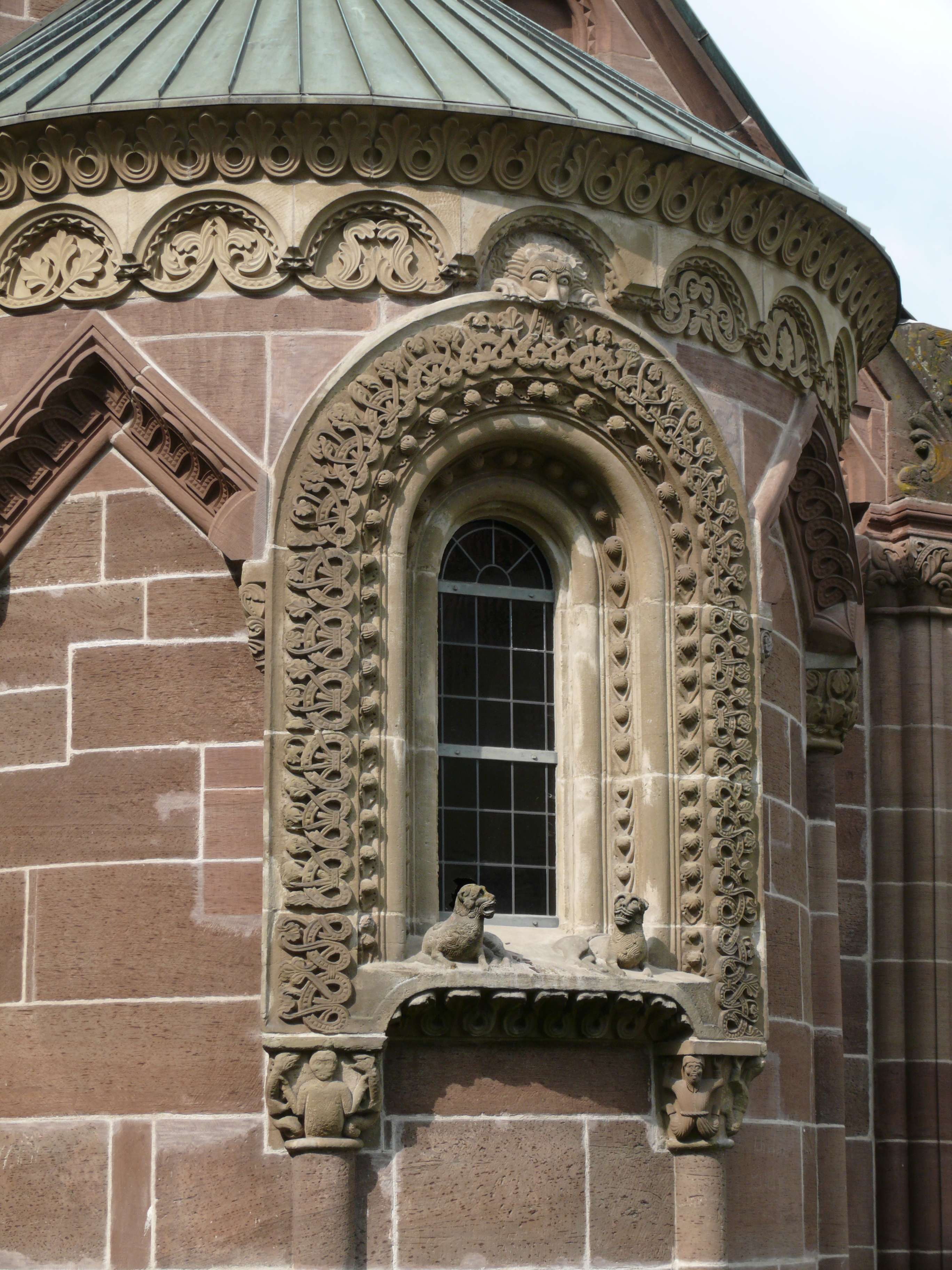